# Blendgranate

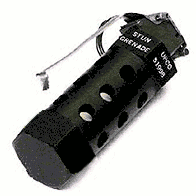
M84 Schockgranate

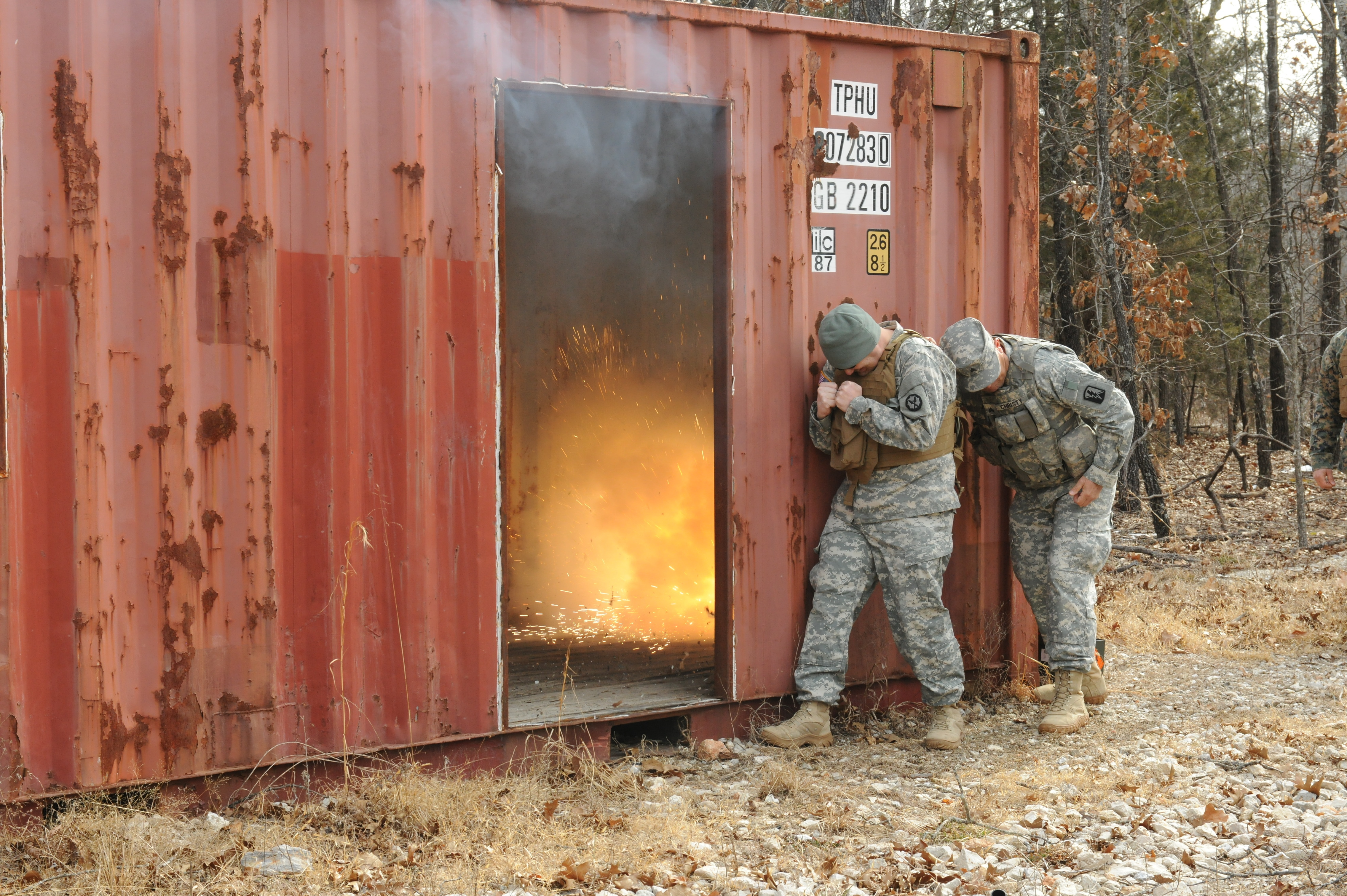
Soldaten üben den Einsatz einer Blendgranate

Eine Blendgranate oder Schockgranate, auch Flashbang, ist eine Granate, die mit einem lauten Knall (ca. 170–180 dB) und sehr hellem Licht (6–8 Millionen Candela) explodiert. Personen, die sich in der Nähe des Explosionsbereiches aufhalten, werden dabei kurzzeitig orientierungslos, da Seh- und Hörwahrnehmung stark beeinträchtigt werden. In der Regel entstehen bei der Explosion keine Splitter, was Blendgranaten auch einsetzbar macht, wenn sich Zivilpersonen in der Nähe der Explosion aufhalten (z. B. bei Geiselnahmen). Jedoch kann von dem Knalltrauma auch eine bleibende Hörbeeinträchtigung zurückbleiben. Die Zündmischung basiert meist auf Magnesium- und Perchlorat-Basis.
Eine umstrittene Sonderform der Blendgranate sind Knallkörper, wie sie in manchen Ländern von der Polizei bei der gewaltsamen Auflösung von Demonstrationen eingesetzt werden. Der laute Knall und die Druckwelle sollen dabei die Demonstranten auseinandertreiben. Bei einem Einsatz solcher Granaten bei einer Demonstration gegen den französischen Brutreaktor Superphénix im Juli 1978 starb ein Demonstrant, als die Druckwelle der Explosionen seine Lungenflügel verletzte. Der Journalist Guy Smallman wurde 2003 bei den Protesten in Genf gegen den G8-Gipfel in Évian-les-Bains 2003 durch solch eine Granate am linken Bein schwer verletzt.

## Funktionsweise
Die Verzögerungszeiten liegen zwischen 0,5 s und 1,5 s. Es wird zwischen taktischen Blendgranaten und Irritationswurfkörpern unterschieden. Bei der Blendgranate wird durch den Überdruck/Lautstärke der Gleichgewichtssinn im Innenohr überlastet. Beim Irritationswurfkörper, der zwischen sechs und neun Knalleffekte besitzt, sollen die Dauer und die Lautstärke das Ziel von der eigentlichen Aktion (z. B. Zugriff der Polizei) ablenken.

## Einsatz
Oftmals kommt auch eine Kombination von Lärm- und Blendgranate zum Einsatz, was zur vollkommenen Verwirrung von Personen führt, die der extremen Belastung unerwartet ausgesetzt werden. Diese Art Granate wird vor allem von Spezialeinheiten der Polizei und des Militärs bei der Erstürmung eines Raums oder Gebäudes eingesetzt.